# Артур Ньюман
«Артур Ньюман» (англ. Arthur Newman) — американський кінофільм режисера Данте Аріола, прем'єра відбулася в 2012 році.

## Зміст
Мабуть, в житті багатьох людей бувають моменти, коли хочеться повністю перекреслити своє минуле і сьогодення і почати життя з чистого аркуша. У своїй більшості ці мрії так і залишаються мріями, але ось головний герой фільму Воллес зважився на кардинальні зміни.

## Ролі
| Актор            | Роль                                      |
| ---------------- | ----------------------------------------- |
| Емілі Блант      | Мікаела Фіцджеральд/ Шарлотта Фіцджеральд |
| Колін Ферт       | Артур Ньюман/ Воллес Ейвері               |
| Енн Хеч          | Міна Кроулі                               |
| Стерлінг Бомон   | Ґрант                                     |
| Отем Діал        | Шеріл                                     |
| Ніколь Лаліберте | Сілверлейк                                |
| Девід Ендрюс     | Фред Віллоувбі                            |
| Лукас Геджес     | Кевін Ейвері                              |

## Знімальна група
- Режисер — Данте Аріола
- Сценарист — Беккі Джонстон
- Продюсер — Мак Каппуччино, Беккі Джонстон, Брайан Олівер
- Композитор — Нік Урата